# Trolejbusová doprava ve Výmaru

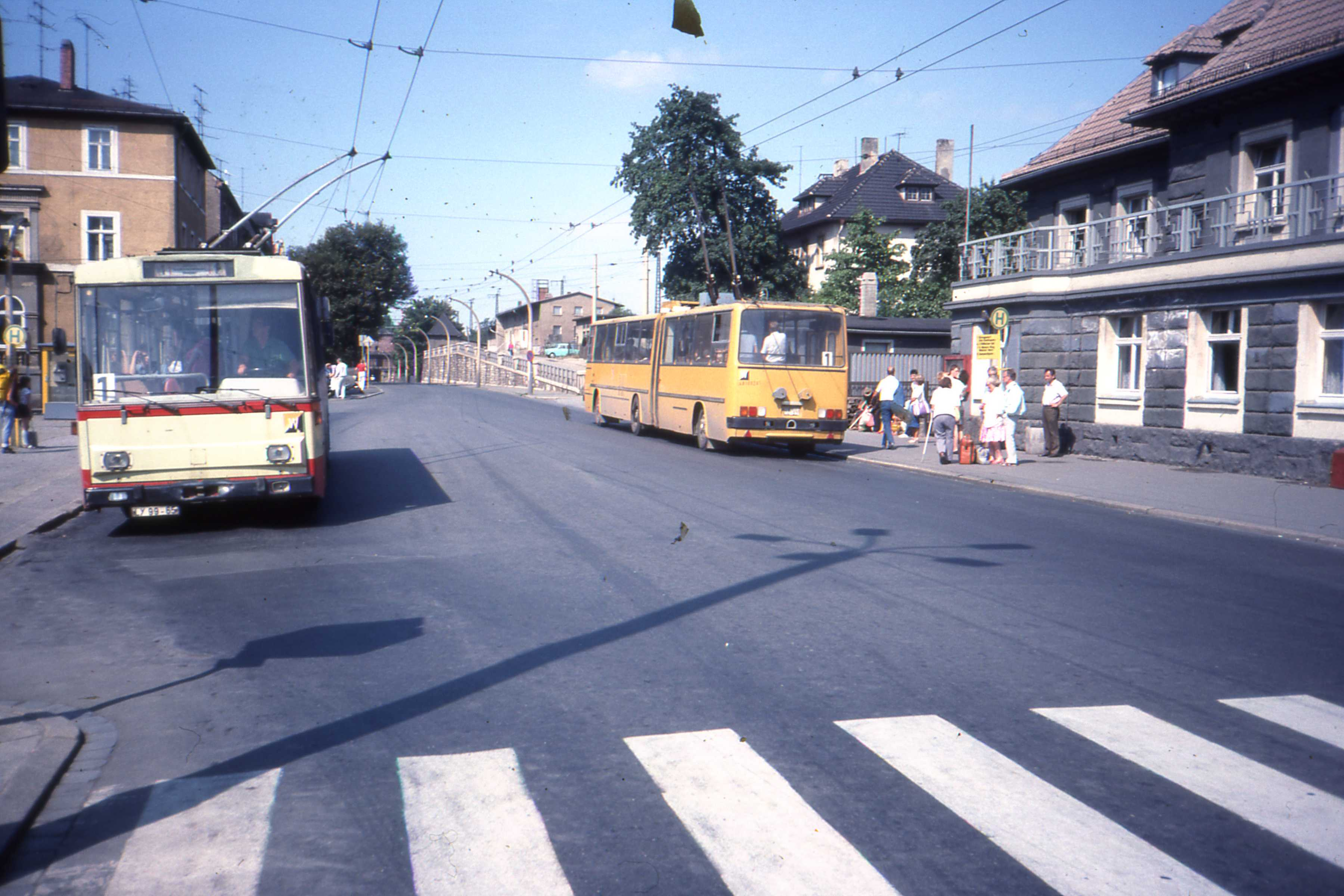
Trolejbusy Škoda 14Tr a Ikarus 280T ve Výmaru (rok 1989)

Durynský Výmar je jedním z měst v Německu, kde byla v provozu síť trolejbusové dopravy. Trolejbusy zde jezdily mezi lety 1948 a 1993.
Ve Výmaru jezdily od konce 19. století tramvaje, jejichž provoz byl ukončen roku 1937. Plánovalo se jejich brzké nahrazení trolejbusovou dopravou, ale plány zhatila druhá světová válka. První trolejbusy tak do výmarských ulic vyjely až 2. února 1948 na 6,85 km dlouhé trati ze čtvrti Ehringsdorf (na jihu města) přes Goetheplatz (centrum) a železniční nádraží do průmyslové části města na severu. Dodáno bylo šest vozů značky Henschel. První prodloužení tratě bylo zprovozněno o pět let později. Jednalo se o 1,4 km dlouhý úsek, který byl pokračováním tratě od továren na severu do čtvrti Schöndorf.
V květnu 1954 byla uvedena do provozu druhá trolejbusová linka. Jednalo se o 3,8 km dlouhou trať v západo-východním směru z nádraží železniční tratě do Bad Berky přes Goetheplatz do Bodelschwinghstraße. Již v roce 1957 byla prodloužena o 0,6 km západním směrem od nádraží do Damaschkestraße, kde byla zároveň otevřena nová vozovna. Ta původní tramvajová v Kirschbergu byla opuštěna. Během 50. let byly zakoupeny čtyři trolejbusy Lowa a především osm vozů Škoda 8Tr (z toho jeden ojetý z Drážďan).
Roku 1966 ale byla druhá trolejbusová linka nahrazena autobusy. Na první trati ale byl provoz posilován až do pětiminutového intervalu. Zároveň ale byly dodávány další vozy. Jednalo se o jak o nové trolejbusy Škoda 9Tr (během 60. let celkem 10 kusů), tak i o ojeté vozy 8Tr a 9Tr z jiných německých provozů.
Dlouhou dobu vydržel výmarský trolejbusový provoz v podobě jedné linky. Až v polovině 80. let (1985) byla otevřena nová trolejbusová trať (délka 3,1 km) spojující výmarské hlavní nádraží, Goetheplatz, badberské nádraží a Damaschkestraße. Během 80. let také byly do Výmaru dodány poslední trolejbusy. V první polovině desetiletí se jednalo o vozy Škoda 14Tr, které umožnily vyřazení všech starších trolejbusů. V roce 1985 se pak jednalo o 12 kloubových vozidel Ikarus 280T maďarské výroby.
Další trať byla zprovozněna v roce 1990 (odbočka z Erfurter Straße k železniční zastávce Weimar West). Na tento úsek byla převedena linka č. 1 (pod novým číslem 71) ze Schöndorfu, neboť její původní jižní část byla „dočasně“ nahrazena autobusy. Na začátku 90. let, po nové organizaci místního dopravního podniku, existovaly plány od mohutného rozšíření trolejbusové sítě ve městě až po její nahrazení autobusy. Protože vyhrál poslední uvedený názor, byla na začátku roku 1991 uzavřena linka č. 2 (nádraží – Damschkestraße). Od května 1992 byla linka 71 zkrácena do trasy nádraží – Schöndorf a její provoz omezen pouze na pracovní dny. Tento zbytek trolejbusové sítě vydržel necelý rok, definitivní ukončení provozu nastalo 2. dubna 1993, kdy trolejbusy vyjely do výmarských ulic naposledy.